# Iyo
Iyo (壱与) o Taiyoo fou la reina de Yamatai, successora de Pimiko als 13 anys.
A la mort de Pimiko, estallà una guerra civil quan un home intentà aconseguir el poder. La guerra acabà quan Iyo fou nomenada reina als 13 anys. La seua arribada al poder fou rebuda positivament pels governats i fou reconeguda com a reina per Cao Wei.
El 265 va enviar vint persones com a tribut a Jin de l'Oest, a Wei, on estava l'emperador xinès, després d'haver rebut consellers de Taijoogun per que els acompanyara al retorn. Aquestes vint persones consistien en el missatger Setsudzen Chyuro Sho Iyaku, trenta esclaus, cinc-mil perles, dos magatama i vint peces de tela.
Es creu que la seua tomba és la trobada al jaciment Makimuku, al nord de Sakurai, a la Prefectura de Nara.
És anomenada a la Història de Wei, un llibre de les Cròniques dels Tres Regnes.